# 赫苏斯·德尔穆罗
赫苏斯·德尔穆罗（西班牙語：Jesús del Muro，1937年11月30日—2022年10月4日），生于瓜达拉哈拉，墨西哥男子足球运动员，司职后卫。他曾代表墨西哥国家队参加1958年、1962年和1966年国际足联世界杯。